# Federico Vega
Federico Darío José Vega (n. Tigre, Buenos Aires, Argentina, 4 de febrero de 1993), es un futbolista argentino. Juega de defensor en Valletta FC de la Premier League de Malta.

## Trayectoria

### River Plate
En 2013 fue citado por el DT de River Plate, Ramón Díaz para formar parte del plantel profesional. Para afrontar el Torneo Inicial 2013 y la Copa Sudamericana se le fue otorgado el dorsal número 4.
Hizo su debut oficial frente a Newell's Old Boys en la derrota de su equipo 1-0 correspondiente a la undécima fecha del Torneo Inicial 2013.

### AD Alcorcón
Arribó al club madrileño a mediados de 2015 luego de ser dejado en libertad de acción por River. En principio, el jugador llegó para reforzar al filial pero en su primera aparición jugó para el primer equipo dejando una buena impresión en el empate 1-1 ante Sevilla FC en un encuentro amistoso de pretemporada.

## Clubes
| Club                        | País      | Temporada     |
| --------------------------- | --------- | ------------- |
| River Plate                 | Argentina | 2013–2015     |
| AD Alcorcón                 | España    | 2015–2017     |
| Real Murcia                 | España    | 2017–2018     |
| Lorca FC                    | España    | 2018          |
| Royale Union Saint-Gilloise | Bélgica   | 2018–2021     |
| Deportivo Merlo             | Argentina | 2022          |
| Liniers                     | Argentina | 2023          |
| Valletta FC                 | Malta     | 2023–Presente |

## Selección nacional
Vega integró la selección de fútbol sub-20 de Argentina que obtuvo el título en el Torneo Internacional de Fútbol Sub-20 de la Alcudia de 2012.

## Palmarés

### Campeonatos nacionales
| Título           | Club        | País      | Año    |
| ---------------- | ----------- | --------- | ------ |
| Primera División | River Plate | Argentina | F-2014 |
| Copa Campeonato  | River Plate | Argentina | 2014   |

### Campeonatos internacionales
| Título                   | Club               | Sede | Año  |
| ------------------------ | ------------------ | ---- | ---- |
| Copa Libertadores Sub-20 | River Plate sub-20 | Lima | 2012 |